# Craugastor rugosus
Craugastor rugosus é uma espécie de anfíbio da família Craugastoridae.
Pode ser encontrada nos seguintes países: Costa Rica e Panamá.
Os seus habitats naturais são: florestas subtropicais ou tropicais húmidas de baixa altitude, regiões subtropicais ou tropicais húmidas de alta altitude, plantações e florestas secundárias altamente degradadas.
Está ameaçada por perda de habitat.